# Dotocryptus boreas
Dotocryptus boreas là một loài tò vò trong họ Ichneumonidae.